# Stopplaats Café Unie
Stopplaats Café Unie (Vgf), ook bekend als Velper gasfabriek is een voormalige halte aan de Staatslijn A. Het station was geopend van 1882 tot 1917 en vervolgens van 1 juni 1921 tot 15 mei 1929. Het station lag tussen de huidige stations van Arnhem Presikhaaf en Velp.